# Рожичкий Врх
Рожичкий Врх (словен. Rožički Vrh) — поселення в общині Светий Юрій-об-Щавниці, Помурський регіон, Словенія. Висота над рівнем моря: 276,8 м.